# Joseph Moxon
Joseph Moxon, angleški matematik in leksikograf, * 1627, † 1700.
Ukvarjal se je s tiskom matematičnih knjig in zemljevidov ter izdelavo globusov in matematičnih orodij. Pripravil je tudi prvi angleški terminološki slovar matematike.
Leta 1678 je postal prvi obrtnik, ki je bil izvoljen za člana Kraljeve družbe.